# Дикран багатоніжковий
Дикран багатоніжковий (Dicranum polysetum) — вид мохів порядку дикранальних (Dicranales).

## Поширення
Батьківщиною є Європа, Північна Америка, Азія.
Зазвичай росте на гумусі, ґрунті на кислих або вапняних породах і гнилій деревині в листяних або частіше хвойних лісах; зрідка на болотах і болотистих місцевостях.

## Характеристика
Рослини в пухких пучках, світло-зелені, блискучі. Стебла 4–15 см, щільно запушені білуватими чи червоно-червоними ризоїдами. Листки від прямовисних до розпростертих, ± згинальні, мало змінені при висиханні, сильно хвилясті, (5.5)7–9.5(10.5) × 1–2 мм, ланцетні, проксимально увігнуті, зверху кілюваті, гострі; краї сильно зубчасті в дистальній половині. Коробочкові ніжки 1.5–4 см, зазвичай зібрані, по 3–6 на перихетій, коричневі чи червонувато-коричневі. Коробочка 2–3.5 мм, дугаста, нахилена до горизонталі, в сухому стані бороздчаста, жовтувато-коричнева чи червонувато-коричнева. Спори 12–24 мкм. Коробочки дозрівають навесні.